# Bearbejdningsenhed
En bearbejdningsenhed er en enhed der bearbejder data (informationer), som i tilfældet med computere f.eks. er cpu eller grafikkortet.
| Hardware | Spire Denne artikel om computere og anden hardware er en spire som bør udbygges. Du er velkommen til at hjælpe Wikipedia ved at udvide den. |